# نووبیکتیمیروو
نووبیکتیمیروو (انگلیسی: Novobiktimirovo) یک شهرک در شهرستان بیرسکی باشقیرستان کشور روسیه است.